# Jonatan Frimann
Jonatan Frimann Sachs Bostrup (født 10. juli 1997) er en fodboldspiller fra Danmark, der spiller for FC Twente Enschede U21.
Jonatan Frimann er søn af tidligere landsholdsspiller, og nuværende fodboldkommentator på TV3 Per Frimann.